# Graduados (telenovela chilena)
Graduados (lema: Historias que no se olvidan) es una telenovela chilena de comedia romántica, basada en la serie homónima argentina, escrita por Carlos Galofré y Vicente Sabatini y Cecilia Stoltze como productores ejecutivos. Se estrenó por Chilevisión el 3 de marzo de 2013, y concluyó el 10 de enero de 2014.
Protagonizada por Fernanda Urrejola y Marcial Tagle. Con Ricardo Fernández y Bárbara Ruiz-Tagle en los roles antagónicos. Acompañados por Eduardo Barril, Pedro Campos, Elvira Cristi, Cristián Carvajal, Natalia Valdebenito, Guido Vecchiola, Natalia Grez, Fernando Farías, María Elena Duvauchelle, Aldo Parodi, Paulina Hunt, César Sepúlveda,  Elisa Alemparte, Carolina Mestrovic, Felipe Álvarez y Javiera Osorio.

## Sinopsis
Andrés y Laura fueron compañeros de colegio, dos personas completamente diferentes que, sin embargo, compartieron la noche de graduación. Después de ese encuentro, no volvieron a verse. A los 38 años, Andrés es un hombre despreocupado, que aún vive con sus padres y trabaja como paseador de perros. Laura, por su parte, se casó con Pablo, su amor de toda la vida y compañero de colegio, con quien tuvo un hijo, Martín.
Dieciocho años después, el destino los reencuentra. Andrés es llamado a la casa de Laura para pasear y cuidar al perro de la familia. Al verlo, Laura confirma algo que había sospechado en silencio durante años: Andrés es el verdadero padre de su hijo Martín. 

## Reparto
Una lista completa del reparto confirmado se publicó a través de Chilevisión el 8 de noviembre de 2012.

### Principales
- Marcial Tagle como Andrés Jalifa[11]
- Fernanda Urrejola como Laura Falsetti[11]
- Ricardo Fernández como Pablo Flores[11]
- Bárbara Ruiz-Tagle como Ximena Benítez / Patricia Rojas[11]
- Pedro Campos Di Girolamo como Martín Flores[12]
- Cristián Carvajal como Francisco Allende[11]
- Elvira Cristi como Verónica Sarmiento[13]
- Eduardo Barril como Clemente Falsetti[14]
- María Elena Duvauchelle como Hannah Talla[11]
- Fernando Farías como Amir Jalifa[11]
- Natalia Valdebenito como Alejandra Aguirre[11]
- Guido Vecchiola como Guillermo Aliaga[11]
- Natalia Grez como Clara Acuña[11]
- Carolina Mestrovic como Sofía Matić[11]
- Felipe Álvarez como Juan José Correa[11]
- Elisa Alemparte como Claudia Jalifa[11]
- Aldo Parodi como Walter Bruna[11]
- Paulina Hunt como Betty Ramírez[11]
- César Sepúlveda como Augusto Flores
- Javiera Osorio como Luna García

### Recurrentes e invitados especiales
- Claudia Di Girolamo como Cristina «Titi» Arlegui
- Juan Falcón como Fernando García
- Sandra O'Ryan como Inés Matić
- Osvaldo Silva como Ignacio Aliaga
- Alessandra Guerzoni como Juana Onetto
- Carmen Disa Gutiérrez como Carmen López
- Catherine Mazoyer como Sandra Assad
- Benito Quercia como Musalem Jalifa
- Grimanesa Jiménez como Marta Quiñones
- Mariel Bravo como Roxana
- Víctor Rojas como Zalo
- Soledad Pérez como Milagros
- Gabrio Cavalla como Dr. Ripstein
- Mariana Prat como Dra. Barrera
- Luz María Yacometti como Profesora
- Mireya Sotoconil como Nelly
- Macarena Sánchez como Azul Vega
- Johnatan Inostroza como Marito
- Eyal Meyer como Rodrigo
- Eduardo Cumar como Santiago
- Javiera Hernández como Pamela Montes

### Cameos
- Nicolás Massú
- Horacio de la Peña
- Francisco Huaiquipán
- Miguelo
- Peter Rock
- Daniel Fuenzalida
- Juan Pedro Verdier
- Karol Dance

## Equipo

### Ejecutivos
- Dirección Producción y Contenidos de CHV: Pablo Morales

- Dirección General Área Dramática de CHV: Vicente Sabatini
  - Coordinación de Producción Área Dramática de CHV: Cecilia Stoltze
  - Contenidos de Guion Área Dramática de CHV: Víctor Carrasco

### Realizadores
- Guion: Carlos Galofré, Rodrigo Ossandón, Luis López-Aliaga y Sandra Arriagada

- Dirección general: Mauricio Bustos
  - Dirección de unidad: Roberto Morales y César Opazo

- Producción general: Carolina Aguirre
  - Coordinación de producción: Verónica Brañes y Gianinna Sepúlveda
  - Diseño arte: Verónica Pereda
  - Diseño vestuario: Ximena Smith
  - Fotografía: Óscar Fuentes
  - Montaje: Claudio Matus y Miguel Garrido
  - Composición musical: Juan Andrés Ossandón
  - Interpretación: Fito Páez

## Banda sonora
| Intérprete                   | Tema                       | Personaje(s)                    | Actor(es)                                 |
| ---------------------------- | -------------------------- | ------------------------------- | ----------------------------------------- |
| Fito Páez                    | A rodar mi vida            | Tema Central                    | =                                         |
| Franco De Vita               | Te amo                     | Loli y Andrés                   | Fernanda Urrejola y Marcial Tagle         |
| Los Prisioneros              | Amiga mía                  | Loli y Andrés                   | Fernanda Urrejola y Marcial Tagle         |
| Los Toreros Muertos          | Mi agüita amarilla         | Martín                          | Pedro Campos                              |
| Presuntos Implicados         | Como hemos cambiado        | Loli y Andrés                   | Fernanda Urrejola y Marcial Tagle         |
| Marta Sánchez                | Desesperada                | Ximena Benítez / Patricia Rojas | Bárbara Ruiz-Tagle                        |
| Soda Stereo                  | Corazón delator            | Loli y Andrés                   | Fernanda Urrejola y Marcial Tagle         |
| Gerardo Mejía                | Rico suave                 | Clemente                        | Eduardo Barril                            |
| Maná                         | Como te deseo              | Loli y Pablo                    | Fernanda Urrejola y Ricardo Fernández     |
| Pandora                      | Caray                      | Alejandra Aguirre               | Natalia Valdebenito                       |
| Los Auténticos Decadentes    | Como te voy a olvidar      | Tuca y Oso                      | Cristián Carvajal y Juan Carlos Brown     |
| Magneto                      | Para siempre               | Martín y Sofía                  | Pedro Campos y Carolina Mestrovic         |
| Christina y Los Subterráneos | 1000 pedazos               | Andrés y Verónica               | Marcial Tagle y Elvira Cristi             |
| Los Barracos                 | Todo                       | Augusto y Verónica              | César Sepulveda y Elvira Cristi           |
| Emmanuel                     | Chica de humo              | Clemente y Patricia             | Eduardo Barril y Bárbara Ruiz-Tagle       |
| Vilma Palma e Vampiros       | La Pachanga                | Loli y Alejandra                | Fernanda Urrejola y Natalia Valdebenito   |
| Raúl Porchetto               | Bailando en la vereda      | Alejandra y Guillermo           | Natalia Valdebenito y Guido Vecchiola     |
| Eros Ramazzotti              | Otra como tu               | Loli y Pablo                    | Fernanda Urrejola y Ricardo Fernández     |
| EMF                          | Unbelievable               | Clemente                        | Eduardo Barril                            |
| Miguel Mateos                | Cuando seas grande         | Martín                          | Pedro Campos                              |
| The Divinyls                 | I touch myself             | Azul y Martin                   | Macarena Sánchez y Pedro Campos           |
| Spin Doctors                 | Little miss can't be wrong | Alejandra y Loli                | Natalia Valdebenito y Fernanda Urrejola   |
| Los Rodríguez                | Sin documentos             | Tuca                            | Cristián Carvajal                         |
| MC Hammer                    | U can't touch this         | Amir Y Hannah                   | Fernando Farías y María Elena Duvauchelle |
| La Ley                       | Tejedores de ilusión       | Pablo                           | Ricardo Fernández                         |
| Chris Isaak                  | Wicked game                | Pablo y Patricia                | Ricardo Fernández y Bárbara Ruiz-Tagle    |
| Los Tres                     | El aval                    | Amir                            | Fernando Farías                           |
| Fabiana Cantilo              | Mi enfermedad              | Veronica                        | Elvira Cristi                             |
| Garibaldi                    | La banana                  | Hannah                          | María Elena Duvauchelle                   |
| Bon Jovi                     | Bad Medicine               | Pablo Flores                    | Ricardo Fernández                         |
| Paulina Rubio                | Mío                        | Claudia y Augusto               | Elisa Alemparte y Cesar Sepulveda         |
| Manuel Mijares               | No hace falta              | Guillermo y Fernando            | Guido Vecchiola y Juan Falcon             |
| Blind Melon                  | No Rain                    | -                               | -                                         |
| The B-52's                   | Love Shack                 | Alejandra                       | Natalia Valdebenito                       |
| Soda Stereo                  | Un millón de años luz      | Loli y Andrés                   | Fernanda Urrejola y Marcial Tagle         |

## Premios y nominaciones
| Año  | Premiación      | Categoría               | Resultado |
| ---- | --------------- | ----------------------- | --------- |
| 2013 | Premios ChileTV | Mejor Serie o Teleserie | Nominada  |

## Curiosidades
- El director general Vicente Sabatini viajó junto a Mauricio Bustos (director de Graduados), donde compartieron con los realizadores de la serie original.
- La productora ejecutiva Cecilia Stoltze dirigió la etapa de casting.

## Versiones
- Graduados (2012), version original fue una producción de Telefe, fue protagonizada por Nancy Dupláa y Daniel Hendler.
- Los graduados (2013), una producción de RCN Televisión, es protagonizada por Kathy Sáenz y Luis Fernando Hoyos.